# Kensi Tangis
Kensi Tangis (ur. 19 grudnia 1990) – vanuacki piłkarz grający na pozycji napastnika w klubie ABM Galaxy oraz reprezentacji Vanuatu.

## Kariera klubowa
Karierę piłkarską Tangis rozpoczął w klubie Milo FC w 2010. Rok później przeszedł do Amicale FC. W jego barwach zadebiutował w pierwszej lidze vanuackiej w 2011. Z Amicale zdobył mistrzostwo Vanuatu w 2012.

## Kariera reprezentacyjna
W reprezentacji Vanuatu Tangis zadebiutował w 2011. W 2012 uczestniczył w Pucharze Narodów Oceanii 2012, który był jednocześnie częścią eliminacji Mistrzostw Świata 2014. Został powołany na Puchar Narodów Oceanii 2024.